# Antarctothoa muricata
Antarctothoa muricata är en mossdjursart som först beskrevs av Busk 1879.  Antarctothoa muricata ingår i släktet Antarctothoa och familjen Hippothoidae. Inga underarter finns listade i Catalogue of Life.